# ボニー島
ボニー島（Bonny Island）は、ナイジェリアの島。リバーズ州に位置する。

## 概要
ニジェール川河口のギニア湾に近い。中心都市はボニー。
ポートハーコートからフェリーで渡ることができる。シェルやエクソン・モービルなどのメジャーと政府によって石油、天然ガスの開発が行われている。地下資源が地元に還元されずに海外に持ち出されることに対する不満が現地には鬱積しており、石油会社職員やパイプラインへの襲撃が起こっている。